# Kirchenkate
Eine Kirchenkate, von Kate, war früher eine vom Pfarrhof abseits gelegene Taglöhnerhütte oder Häuslerwohnung einer Pfarre (z. B. für den Totengräber). Heute wird die Bezeichnung oft für ein mit dem absolut Notwendigen ausgestattetes Haus verwendet, das Obdachlosen helfen soll, sich zu ordnen, um ein neues Leben ohne Obdachlosigkeit zu beginnen. Kirchenkaten werden auf kirchlichen Grundstücken aufgestellt und den Obdachlosen gegen ein geringes Entgelt zur Verfügung gestellt. Damit verbunden ist eine Beratung, die der Wiedereingliederung in die Gesellschaft dienen soll.
Eine vergleichbare Initiative ist von der Vinzenzgemeinschaft in der Pfarre Vinzenzkirche (Graz) in Eggenberg in Graz als Vinzidorf 1993 gestartet worden und hat inzwischen eine Reihe von Folge- und Schwesterprojekte nach sich gezogen.